# Odmienić los (film 1996)
Odmienić los (ang. Unhook the Stars) – amerykańsko-francuski dramat obyczajowy z 1996 roku w reżyserii Nicka Cassavetesa. Zdjęcia kręcono w Salt Lake City i w San Francisco.

## Fabuła
Mildred Hawks jest wdową w średnim wieku. Ma córkę Ann Mary i syna Ethana, który założył rodzinę. Matka z córką wchodzą w konflikt, skutkiem czego Ann Mary ucieka z domu. Mildred zostaje sama. Zaprzyjaźnia się z sąsiadką Monicą i jej 6-letnim synem. Zwykła znajomość przeradza się w uczucie.

## Obsada
- Gena Rowlands – Mildred „Millie” Hawks
- Marisa Tomei – Monica Warren
- Gérard Depardieu – Big Tommy Bellaveau
- Jake Lloyd – Jake „J.J.” Warren
- Moira Kelly – Ann Mary Margaret „Annie” Hawks
- David Sherrill – Ethan Hawks
- David Thornton – Frankie Warren
- Bridgette Wilson – Jeannie Hawks
- Bobby Cooper – Bernt
- Clint Howard – Gus
- David Rowlands – George
- Jamie Bozian – Jason
- Christy Lenk – Pani Mannis